# De Dageraad (plantage)
De Dageraad was een katoenplantage aan de Motkreek (Eng: Mud Creek) in het district Commewijne in Suriname. Het lag in het afvaren aan de rechterzijde, 
stroomafwaarts grenzend aan katoenplantage Wilkensrust. 

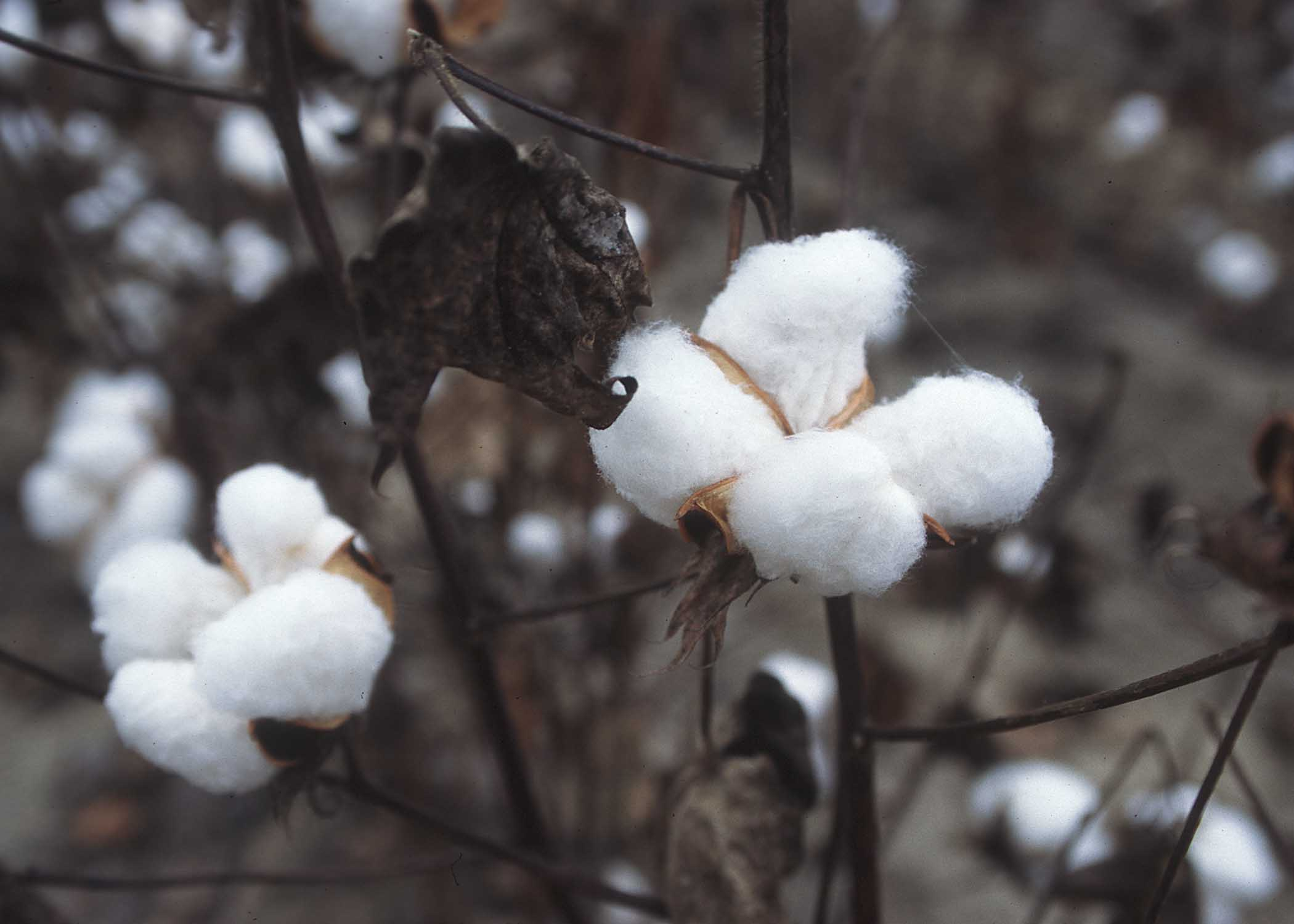
Katoenplant

In Sranan Tongo heette de plantage Van-Omru of Van Omroe, naar de oprichter Willem Hendrik van Ommeren (1756-1803). Mogelijk stond de grond aanvankelijk bekend als Lima. De Dageraad  is de geboortegrond geweest van de voorouders van Sonny Boy, hoofdpersonage van een gelijknamige roman uit 2004.
Van Ommeren was de oudste zoon van de burgemeester van Bakel en was, samen met vier jongere broers, naar de kolonie Suriname uitgewezen. Dit als strafmaatregel vanwege belastingfraude van zijn vader, die om die reden gearresteerd was en al zijn bezittingen moest afgeven. Binnen tien jaar was Van Ommeren reeds administrateur van een twaalftal plantages en behoorde hij tot de koloniale aristocratie. In 1788 kocht hij de uitgeputte suikerplantage Pietersburg, vanwege de slavenmacht, en een strook aan de Motkreek. Hierheen verhuisde hij de slaven en richtte hij zijn eigen plantage op: De Dageraad, inclusief landhuis. Zijn mulattin-dochter noemde hij Aurora, naar de Romeinse godin van de dageraad. Kort daarop kreeg hij van het koloniaal bestuur toestemming een aangrenzend perceel te cultiveren: katoenplantage De Dankbaarheid. In 1792 was dit werk voltooid en trad hij in het huwelijk met Anna Catharina Thomas. Van Ommeren werd daarna lid van Hof van Politie en Criminele Justitie en enkele jaren later, toen de Britten het beheer van de kolonie tijdelijk hadden overgenomen, zelfs lid van het koloniaal bestuur. Bij zijn overlijden had zijn totale nalatenschap een waarde van 1,2 miljoen Hollandse guldens. De Dageraad was groot 481 akkers, De Dankbaarheid 634 akkers; tezamen een van de grootste plantages en zeker een van de meest fraai gelegen bezittingen in de kolonie. 
Willem Hendriks broer Pieter, voluit Pierre Francois Temple van Ommeren, nam de plantage over. Hij verbleef doorgaans in Amsterdam (absenteïsme), maar stierf in Suriname in 1824, waarschijnlijk als gevolg van de pokkenepidemie. De Dageraad kwam toen in handen van David Moses Sanches, telg van een van de Portugees-Joodse families die tot de allereerste kolonisten in Suriname behoorden. De Surinaamse katoenplantages kregen het steeds moeilijker door concurrentie van plantages uit de Verenigde Staten en import uit Egypte. Naast de lage katoenprijs waren er ook uitzonderlijk natte regenperioden in 1835 en 1836. Slechts twee plantages aan de Motkreek bleven over: De Dageraad en Zeezigt. Na een springtij in 1842 legde ook Zeezigt zo goed als het loodje. De laatste beheerder/eigenaar van De Dageraad was Salomon Soesman afkomstig uit een Amsterdams-Joodse familie. Hij was in 1826 vrijwillig naar Suriname gekomen. In 1849 kreeg Soesman het beheer over De Dageraad van de weduwe Sanches. Tot aan de afschaffing van de slavernij is de kwijnende plantage enigszins draaiende gebleven. Soesman manumitteerde ondertussen een aantal van zijn bij slavinnen verwekte kinderen, met duidelijk van hem afgeleide achternamen: Esman, Oestman, Zosma. Zijn biograaf noteerde later: 'Hij was een vader voor velen, weldoen was zijn hoogste genot.'
Tot aan de afschaffing van de slavernij in 1863 bleef dubbelplantage 'De Dageraad en De Dankbaarheid' enigszins in bedrijf. Er restten nog negen slaven.
Achtereenvolgende eigenaren zijn geweest:
- W.H. van Ommeren
- P.F.T. van Ommeren
- D.M. Sanches
- S. Soesman
- J.A. van Sijpesteijn (Den Haag), C.D. Brakke (Paramaribo), M.H.M. van Weede (Nijkerk), C.M. van Weede baronesse d'Yvoij (Nijkerk) en F.E. Enschede (Amsterdam)[3]

De bij de emancipatie geboekstaafde familienamen zijn: 
- Aardeburg
- Hoekstrand
- Hokkerbijn
- Nederhorst
- Ruithoek
- Staarberg

A la bonne heure · Anna's Zorg · Akkerboom · Alliance · Alkmaar · Andresa · Auka · Andreesgift · Bantaskine · Barbados · Batavia · Beekenhorst · Belladrum · Bellevue · Belwaarde · Beninenburg · Berg en Dal · Bergen op Zoom · Berlijn (Commewijne) · Berlijn (Para) · Bethlehem · Boksweide · Boston · Botany Bay · Boxel · Bronswijk · Brouwerslust · Bruinendaal · Bucklebury · Buitenrust · Burnside · Cadrosspark · Caledonia · Campenburg · Cannewapibo · Catharina Sophia · Clevia  · Cliffort-Kokshoven · Clyde · Concordia · Concordia en een Kwart Lot · Courcabo · De Dageraad · De Goede Vriendschap · De Resolutie · De Vier Hendrikken · Diamond · Dijkveld · Domburg · Dordrecht · Eendragt · Elisabeth's Hoop · Ellen · L'Espérance (Nickerierivier) · L'Espérance (Surinamerivier) · Esthersrust · Fairfield · Fortuin · Flora · Florentia · Frederiksburg · Frederiksdorp · Frederikslust · Geertruidenberg · Geyersvlijt · Glensander · Gloria · Groot Chatillon · Groot Marseille · Guadeloupe · Hague · Hamburg · Hamilton · Hamptoncourt · Hannover · Hazard · Hebron · Hecht en Sterk · Hooyland · Hope · Houttuin · Huntly · Huwelijkszorg · Inverness · Jagtlust · Jodensavanne · Johan & Margaretha · Johanna Catharina · Johanna Maria · Johannesburg · John · Katwijk · Kent · Kerkshoven · Killenstein · Klein Bellevue · Kleinhoop · Krappahoek · Kroonenburg · Kwatta · La Jalousie · La Prosperité · La Rencontre · La Ressource (Saramacca) · La Ressource (Surinamerivier) · La Singularité · Laarwijk · Leasowes · Leliëndaal · Leonsberg · Livorno · Longmay · Lunenburg · Lust en Rust · Lustrijk · Maasstroom · Margarethenburg · Maria Petronella · Mariënbosch · Mariënburg · Margaretha's Gift · Mary's Hope · Meerzorg · Merveille · Moed en Kommer · Mon Bijou · Mon Souci · Mon Trésor · Monnikendam · Mopentibo · Morgenster · Moy · Nieuw Mocha · Nieuwzorg · Nieuwe Aanleg · De Nieuwe Grond · Nijd en Spijt · Novar · Nursery · Nut en Schadelijk · Onoribo · Onverwacht · Oranibo · Ornamibo · Overbrug · Overtoom 
· Oxford · Palestina · Paradise · Persévérance · Petersburg · Picardië · Peperpot · Pieterszorg · Plaisance · Poelwijk · Potosie · Purmerend · Reijnsdorp · Reijnsfort · Rijnberk · Roosenburg · Rorac · Rust en Werk · Rustenburg · Saltzhalen · Sans Souci · Saphir · Sarah · Sardam · Schaapstede · Schoonoord · Sinabo en Gelre · Sint Barbara · Sint Eustatius · Slootwijk · Sorgvliet · Spieringshoek · Standvastigheid · Suidwijn · Suzanna's Daal · Toevlugt (Surinamerivier) · Tout Lui Faut · Toledo · Totness · Tyronne · 't Vertrouwen · Victoria · Vierkinderen · Visserszorg · Voorburg · Voorzorg (Saramacca) · Vossenburg · Vredenburg · Vriendsbeleid en Ouderzorg · Vreeland · Waltonhall · Waldijk · Waterloo · Wederzorg · Welbedacht · Welgelegen (Commewijne) · Welgelegen (Coronie) · Welgevallen · Weltevreden · Wolffs Capoerica · Wolfenbüttel · 't Ylant · Zoelen · Zorg en Hoop (hout) · Zorg en Hoop (indigo) · Zorg en Hoop (katoen) · Zorg en Hoop (suiker)